# Anomala penai
Anomala penai är en skalbaggsart som beskrevs av Frey 1968. Anomala penai ingår i släktet Anomala och familjen Rutelidae. Inga underarter finns listade i Catalogue of Life.